# 銀座亜紀枝刺子館
銀座亜紀枝刺子館（ぎんざあきえさしこかん）は、東京都西多摩郡檜原村にあり、刺し子作家である銀座亜紀枝の藍染め・草木染め・刺し子作品を主に展示している博物館である。
新潟県東頸城郡牧村（現・上越市）にあった200年前の民家を移築したものである。

## 基礎データ

### 所在地
- 東京都西多摩郡檜原村南郷6128番地

### 開館時間
- 9:00 - 17:00

### 休館日
- 毎週火曜日及び水曜日、年末年始